# Гармонічний осцилятор
Гармоні́чний осциля́тор — система (у класичній механіці), яка у разі зміщення зі стану рівноваги під дією певної сили (чи суперпозиції сил), повертається до попереднього стану під дією зворотної сили, пропорційної зміщенню (наприклад, за законом Гука у випадку з механічними коливаннями):
{\displaystyle F=-kx\,}
де {\displaystyle k} — додатна константа, що описує жорсткість системи.
Якщо {\displaystyle ~F} — єдина сила, що діє на систему, то систему називають простим або консервативним гармонійним осцилятором. Вільними коливаннями такої системи, є періодичний рух навколо стану рівноваги (гармонійні коливання). Частота і амплітуда при цьому постійні, причому частота не залежить від амплітуди.
Якщо є ще й сила тертя (відбувається згасання коливань), пропорційна швидкості руху (в'язке тертя), то таку систему називають згасаючим або дисипативним осцилятором. Коли тертя не дуже велике, то система робить майже періодичний рух — синусоїдальні коливання з постійною частотою і експоненціально спадною амплітудою. Частота вільних коливань згасаючого осцилятора виявляється дещо нижче, ніж у подібного осцилятора без тертя.
Якщо осцилятор існує сам собою, то кажуть, що він робить вільні коливання. Якщо ж є зовнішня сила (що залежить від часу), то говорять, що осцилятор виконує вимушені коливання.
Також, можна дати еквівалентне означення гармонічному осцилятору — це фізичний об'єкт, еволюція якого з часом описується диференціальним рівнянням
{\displaystyle {\ddot {q}}(t)+\omega ^{2}q(t)=0},
де {\displaystyle q} — узагальнена координата гармонічного осцилятора, {\displaystyle t} — час, {\displaystyle \omega } — характерна частота гармонічного осцилятора. Дві крапки над змінною означають другу похідну за часом. Величина {\displaystyle q} здійснює гармонічні коливання.
Задача про гармонічний осцилятор має центральне значення як у класичній, так і у квантовій фізиці.
Велика кількість фізичних систем поводять себе як гармонічні осцилятори у разі незначного відхилення від рівноваги. До них належать математичний маятник (з малими кутами відхилення), фізичний та торсіонний маятники, вантаж на пружині, коливання атомів у молекулах і твердих тілах. Серед прикладів, варто вирізняти електричні коливальні контури, оскільки з ними ми стикаємося у сучасному житті повсякчас — це майже всі електротехнічні прилади, з якими ми знайомі ледь не від народження (наприклад ліфти, електронні системи в автомобілях, комп'ютери, акустичні системи, кавоварки).

## Гармонічний осцилятор у класичній фізиці

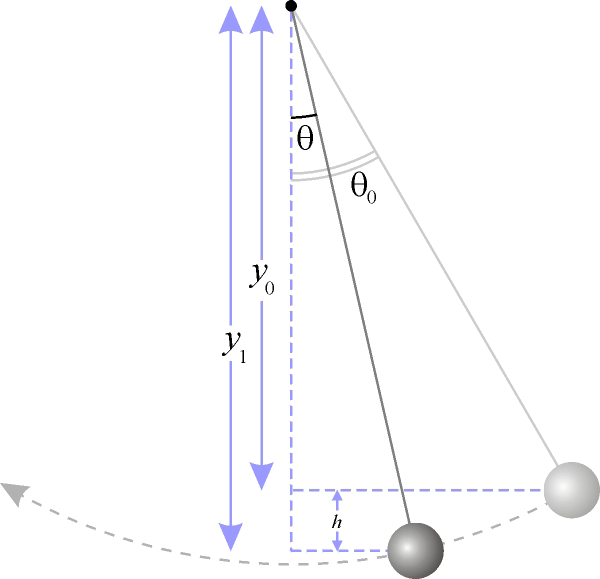
Малі коливання маятника є гармонічними

### Енергія, функція Лагранжа та Гамільтона
Кінетична енергія гармонічного осцилятора задається виразом
{\displaystyle K={\frac {m}{2}}{\dot {q}}^{2}}.
Потенціальна енергія гармонічного осцилятора задається виразом
{\displaystyle U={\frac {m\omega ^{2}q^{2}}{2}}}.
Відповідно, вважаючи величину {\displaystyle q} узагальненою координатою, функція Лагранжа гармонічного осцилятора записується
{\displaystyle {\mathcal {L}}={\frac {m{\dot {q}}^{2}}{2}}+{\frac {m\omega ^{2}q^{2}}{2}}}.
Узагальнений імпульс
{\displaystyle p={\frac {\partial {\mathcal {L}}}{\partial {\dot {q}}}}={\dot {q}}.}
Функція Гамільтона
{\displaystyle {\mathcal {H}}={\frac {p^{2}}{2m}}+{\frac {m\omega ^{2}q^{2}}{2}}}.

### Вимушені коливання
Під дією зовнішньої періодичної сили із частотою, яка не обов'язково збігається із власною частотою гармонічного осцилятора, осцилятор здійснює гармонічні коливання, аплітуда яких визначається величиною зовнішньої сили і співвідношенням зовнішньої частоти й власної частоти осцилятора.
Вимушені коливання гармонічного осцилятора із частотою {\displaystyle \omega _{0}} під дією сили з частотою {\displaystyle \omega }описуються рівнянням
{\displaystyle {\ddot {q}}+\omega _{0}^{2}q=f_{0}\cos(\omega t-\varphi )},
де {\displaystyle f_{0}} — амплітуда зовнішньої сили.
Частинний розв'язок цього рівняння, який описує вимушені коливання має вигляд
{\displaystyle q={\frac {f_{0}}{\omega _{0}^{2}-\omega ^{2}}}\cos(\omega t-\varphi )}.
Гармонічний осцитор під дією зовнішньої сили здійснює гармонічні коливання з амплітудою
{\displaystyle f_{0}/(\omega _{0}^{2}-\omega ^{2})}. При {\displaystyle \omega \rightarrow \omega _{0}}
амплітуда вимушених коливань прямує до нескінченості. Це явище називається резонансом.

### Гармонічний осцилятор із згасанням коливань
При врахуванні сил тертя чи супротиву іншого роду, який призводить до дисипації енергії осцилятора
й перетворенні її в тепло, рівняння гармонічного осцилятора змінюються. Зокрема дуже поширений випадок, коли сили супротиву пропорційні швидкості зміни величини {\displaystyle q}. Тоді рівняння гармонічного осцилятора набирає вигляду
{\displaystyle {\ddot {q}}+\gamma {\dot {q}}+\omega ^{2}q=0}.
Такі коливання затухають із часом згідно із законом
{\displaystyle q=q_{0}e^{-\gamma t}\cos(\omega t-\varphi )}.

### Вимушені коливання гармонічного осцилятора із згасанням
При дії періодичної зовнішньої сили навіть при затуханні для осцилятора встановлюються гармонічні коливання із амплітудою, яка залежить від прикладеної сили, співвідношення частот, а також від величини
затухання.
Амплітуда вимушених коливань із врахуванням затухання визначається формулою
{\displaystyle q_{0}={\frac {f_{0}(\omega _{0}^{2}-\omega ^{2})}{(\omega _{0}^{2}-\omega ^{2})^{2}+\gamma ^{2}\omega ^{2}}}}.
Це скінченна величина при всіх частотах зовнішньої сили.

## Формули для розрахунку частот гармонічних осциляторів
Математичний маятник при невеликому початковому відхиленні від вертикалі здійснює гармонічні коливання з
частотою
{\displaystyle \omega ={\sqrt {\frac {g}{l}}}},
де g — прискорення вільного падіння, l — дожина маятника.
Тіло масою m на пружині із жорсткістю k, є гармонічним осцилятором з частотою
{\displaystyle \omega ={\sqrt {\frac {k}{m}}}}
Коливальний контур є гармонічним осцилятором, із частотою
{\displaystyle \omega ={\frac {1}{\sqrt {LC}}}},
де L — індуктивність, C — ємність.

## Гармонічний осцилятор у квантовій механіці
Детальніше див. Квантовий осцилятор.

### Спектр власних значень і власні функції

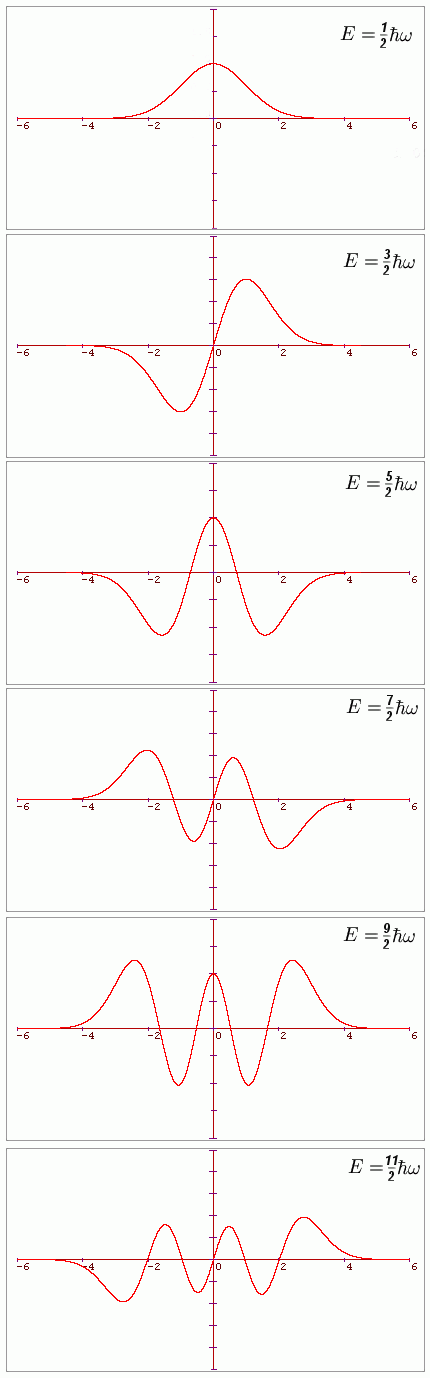
Хвильові функції перших шести станів із квантовими числами від n = 0 до 5.
На осі ординат відкладена узагальнена координата

Гамільтоніан гармонічного осцилятора отримується заміною у функції Гамільтона імпульсу {\displaystyle p} на {\displaystyle -i\hbar {\frac {d}{dq}}}
{\displaystyle {\hat {H}}=-{\frac {\hbar ^{2}}{2}}{\frac {d^{2}}{dq^{2}}}+{\frac {1}{2}}\omega ^{2}q^{2}}.
Спектр гармонічного осцилятора знаходиться із стаціонарного рівняння Шредінгера й задається формулою
{\displaystyle E_{n}=\hbar \omega \left(n+{\frac {1}{2}}\right)}.
Тут {\displaystyle n} — квантове число, яке пробігає значення від нуля
до нескінченості. Енергетичні рівні гармонічного осцилятора еквідистантні. Характерною
особливістю гармонічного осцилятора є те, що навіть у основному стані
гармонічний осцилятор має відмінну від нуля енергію
{\displaystyle E_{0}={\frac {1}{2}}\hbar \omega }.
Ця найнижча енергія називається енергією нульових коливань.
Власні функції гармонічного осцилятора, які відповідають квантовому числу
{\displaystyle n} задаються формулами
{\displaystyle \psi _{n}=e^{-x^{2}/2}H_{n}(x)},
де {\displaystyle x=q{\sqrt {\omega /\hbar }}},
а {\displaystyle H_{n}(x)} — поліноми Ерміта.
При парному {\displaystyle n} власні функції гармонічного осцилятора парні, при непраному — непарні. Гамільтоніан гармонічного осцилятора комутує із оператором заміни {\displaystyle x} на {\displaystyle -x} (оператором парності), а тому має спільні власні функції з цим оператором.

### Оператори народження та знищення
Якщо визначити оператор народження
{\displaystyle {\hat {a}}^{+}={\frac {1}{\sqrt {2\hbar \omega }}}(\omega q-i{\hat {p}})}
та оператор знищення
{\displaystyle {\hat {a}}={\frac {1}{\sqrt {2\hbar \omega }}}(\omega q+i{\hat {p}})},
то
{\displaystyle {\hat {H}}=\hbar \omega \left({\hat {a}}^{+}{\hat {a}}+{\frac {1}{2}}\right)}.
Оператори народження та знищення задовільняють комутаційному співвідношенню:
{\displaystyle {\hat {a}}{\hat {a}}^{+}-{\hat {a}}^{+}{\hat {a}}=1}.
Власні функції гармонічного осцилятора тоді мають вигляд
{\displaystyle \psi _{n}={\sqrt {n!}}({\hat {a}}^{+})^{n}\psi _{0}},
або, використовуючи нотацію кет і бра-векторів:
{\displaystyle |n>={\sqrt {n!}}({\hat {a}}^{+})^{n}|0\rangle }.
Загалом дія оператора народження на гармонійний оператор у стані |n> призводить до переходу в стан
|n+1>:
{\displaystyle {\hat {a}}^{+}|n>={\sqrt {n+1}}|n+1\rangle }.
Дія оператора знищення на стан |n> призводить до переходу в стан |n-1>:
{\displaystyle {\hat {a}}|n>={\sqrt {n}}|n-1\rangle }
Оператор
{\displaystyle {\hat {N}}={\hat {a}}^{+}{\hat {a}}}
називають оператором числа частинок, оскільки для нього справедливе співвідношення.
{\displaystyle {\hat {N}}|n>=n|n\rangle }

### Правила відбору
При випромінюванні чи поглинанні фотона дозволеними переходами для гармонічного осцилятора є такі, при яких квантове число n змінюється на одиницю. Враховуючи еквідистантність рівнів, це правило відбору призводить до того, що, незважаючи на нескінченне число рівнів, у спектрі оптичного поглинання чи випромінювання гармонічного осцилятора є лише одна лінія з частотою {\displaystyle \omega }.
У реальних коливних спектрах молекул можливі відхилення від цього правила, зумовлені ангармонічністю реального потенціалу міжатомної взаємодії, квадрупольними переходами і т. д.